# Laà-Mondrans
Laà-Mondrans ist eine französische Gemeinde mit 428 Einwohnern (Stand 1. Januar 2022) im Département Pyrénées-Atlantiques in der Region Nouvelle-Aquitaine. Sie gehört zum Arrondissement Pau, zum Kanton Le Cœur de Béarn (bis 2015: Kanton Lagor) und zum Gemeindeverband Lacq-Orthez. 

## Geografie
Die Gemeinde liegt in der historischen Provinz Béarn, vier Kilometer südlich von Orthez und etwa 40 Kilometer nordwestlich von Pau im Vorland der Pyrenäen. Durch das Gemeindegebiet fließt in Süd-Nord-Richtung der Laâ, ein linker Nebenfluss des Gave de Pau. Laà-Mondrans grenzt an Orthez im Norden, Biron im Nordosten, Castetner im Südosten, Loubieng im Süden sowie Ozenx-Montestrucq im Westen.
Laâ-Mondrans liegt an der Fernstraße von Orthez nach Navarrenx (D 947, ehemalige N647).

## Bevölkerungsentwicklung
| Jahr      | 1962 | 1968 | 1975 | 1982 | 1990 | 1999 | 2007 |
| Einwohner | 252  | 300  | 398  | 451  | 455  | 413  | 387  |

## Sehenswürdigkeiten

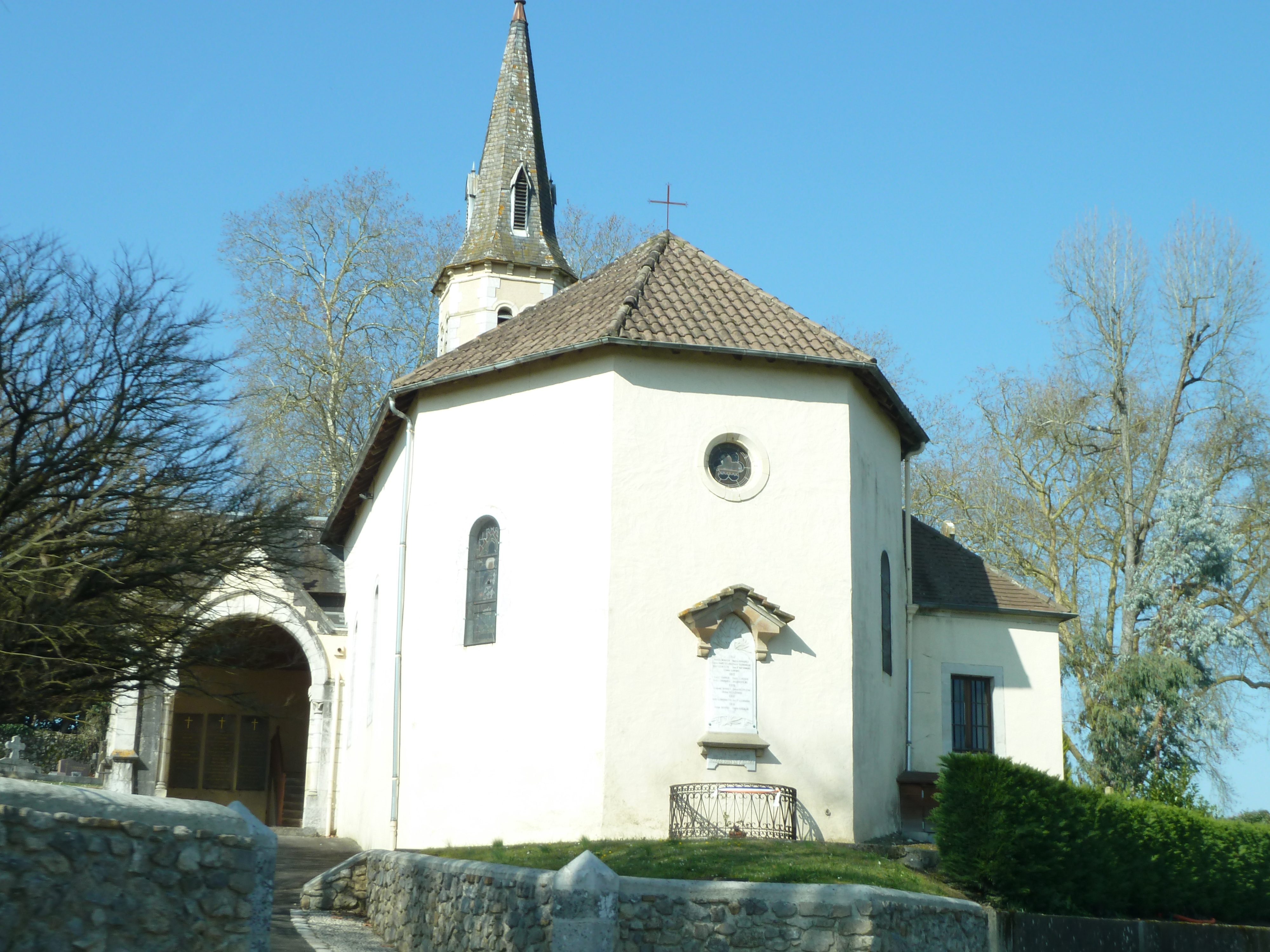
Kirche Saint-Etienne

- Kirche Saint-Etienne